# اولاد سیدی ابراهیم (استان مسیله)
اولاد سیدی ابراهیم (استان مسیله) (به عربی: أولاد سیدی إبراهیم) یک شهرداری در الجزایر است که در استان مسیله واقع شده‌است. اولاد سیدی ابراهیم ۲٬۶۴۸ نفر جمعیت دارد.